# NGC 2213
NGC 2213 est un amas ouvert, situé dans la constellation de la Table. Il a été découvert par l'astronome britannique John Herschel en 1836.